# Shakira
Shakira Isabel Mebarak Ripoll (Barranquilla, 2 februari 1977) is een Colombiaanse zangeres. Na de sterrenstatus in Latijns-Amerika te hebben bereikt, brak ze wereldwijd door in 2001 met het nummer Whenever, Wherever.

## Biografie
Shakira werd op 2 februari 1977 geboren in de kustplaats Barranquilla, een van de grootste steden van Colombia. Haar volledige naam is Shakira Isabel Mebarak Ripoll; Mebarak is de achternaam van haar Libanese vader, Ripoll die van haar Colombiaanse moeder. Shakira’s voornaam is Arabisch en betekent 'dankbaar'. Deze mix van Latijns-Amerikaans en Midden-Oosters is zowel terug te vinden in haar muziek als in haar blik op de wereld om haar heen. Zo riep Shakira in juli 2006 Israël op om vrede te sluiten met Libanon. Toen ze geboren werd had Shakira acht oudere halfbroers en -zussen. Een van haar broers overleed toen Shakira twee jaar oud was, doordat hij werd aangereden door een motor. Toen Shakira acht jaar was schreef ze haar eerste liedje: Tus gafas oscuras (jouw donkere bril). Ze werd hierbij geïnspireerd door haar vader, die sinds de dood van zijn zoon vaak donkere brillen droeg om zijn droefheid te verbergen.
Haar vader is schrijver en juwelier. Toen zijn zaak in 1985 failliet ging, waren ze alles kwijt. Toch vond Shakira dat hun familie het erg goed had in vergelijking met andere Zuid-Amerikaanse families. Daardoor voelde zij zich geroepen om wat terug te doen en begon ze aan haar zangcarrière.
Shakira speelde de hoofdrol in de populaire Colombiaanse soapserie El Oasis. Ze won haar eerste nationale talentenjacht toen ze pas tien jaar oud was. Hierdoor kreeg ze de kans om een album op te nemen. Haar eerste contract tekende ze drie jaar later. Haar eerste album heette Magia ('magie'). De nummers die op dat album staan heeft ze allemaal zelf geschreven tussen haar achtste en dertiende. De meeste waren aan haar toenmalige vriendje Oscar geschreven. Het album werd uitgebracht door Sony Music Colombia.
Ze brak door in Brazilië en Spanje met het daarop volgende album Peligro ('gevaar'). Van dat album werden meer dan twee miljoen exemplaren verkocht.
Shakira over haar muziek:
 Ik houd ervan om verschillende stijlen te mixen, als in een cocktail. Ik ben geboren en opgevoed in Colombia, maar ik luisterde naar muziek van bands als Led Zeppelin, the Cure, the Police, the Beatles en Nirvana. Ik hield van die rock, maar tegelijkertijd, omdat mijn vader van honderd procent zuivere Libanese afkomst is, ben ik verliefd geraakt op Arabische muziek en geluiden. Ergens ben ik een mix van al deze stromingen en mijn muziek is een mix van elementen die soms ter plekke ontstaat.

Shakira was vier jaar oud toen ze met buikdansen begon. Ze vertelde in een interview: "Buikdansen zit in mijn genen, zodra ik een trommel hoor, begin ik vanzelf te dansen." Buikdansen is haar handelsmerk geworden. Toch heeft Shakira soms spijt van het feit dat ze ooit met buikdansen begonnen is. Zo vertelde de zangeres dat ze gek wordt van de mensen die denken dat ze buikdanst om sexy te zijn. Daarbij vertelt ze dat buikdansen gewoon een manier is om zichzelf uit te drukken.
De bekroonde auteur Gabriel García Márquez zei over Shakira: “De muziek van Shakira heeft een sterk persoonlijke inslag, die niet lijkt op de muziek van iemand anders en niemand anders kan zo zingen of dansen zoals zij dat kan, ongeacht leeftijd, met zo een onschuldig aandoende sensualiteit”.
Shakira heeft veel beroemde fans, zoals Eminem en Jennifer Lopez. In 1998 ontving ze van paus Johannes Paulus II de zegen.

### Muzikale carrière

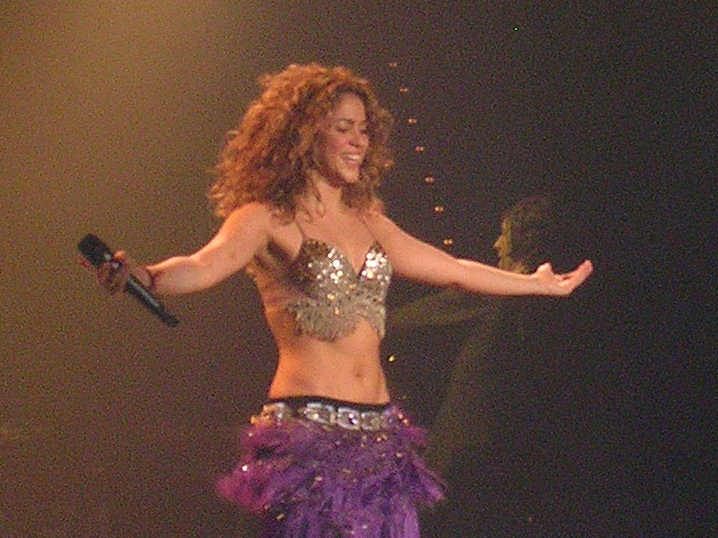
Shakira tijdens een concert in Spanje, tijdens de Oral Fixation Tour (2006)

Op haar 13de kreeg ze haar eerste platencontract bij Sony Music. Haar eerste single was Magia; het lied ging over haar eerste vriendje Oscar. 
In 1996 bracht Shakira het album Pies Descalzos ('blote voeten') uit. Het ging ruim vier miljoen keer over de toonbank en zorgde ervoor dat ze in geheel Latijns-Amerika doorbrak. In 1997 volgde een remix-cd en in 1998 brak ze ook door in de V.S., Centraal-Amerika en Mexico met het album ¿Dónde Están Los Ladrones? ('Waar zijn de dieven?'), geproduceerd door Shakira en Emilio Estefan - de echtgenoot en producer van Gloria Estefan. Dit album is geïnspireerd op gestolen teksten van Shakira. Toen ze voor dat album een Grammy Award en twee Latin Grammy Awards kreeg, was ze uitgegroeid tot een superster. Dit leidde onder meer tot een eigen aflevering van "MTV Unplugged". Deze verscheen op cd en video/dvd. Om echter in Amerika en de rest van de wereld écht door te kunnen breken moest Shakira Engels leren spreken. Dit kreeg ze te horen van Gloria Estefan. Hierna ging ze voor een half jaar naar Engeland om Engels te leren.
In 2001 bracht ze haar eerste Engelstalige album Laundry Service uit. Met dit album brak Shakira wereldwijd door. Dit album verkocht meer dan 27,2 miljoen exemplaren wereldwijd. De nummers Whenever, Wherever, Underneath Your Clothes en Objection (Tango) werden wereldhits. Het idee om een Engels album te maken ontstond toen Shakira samenwerkte met Gloria en Emilio Estefan. Gloria bracht het proces op gang toen ze het nummer Ojos Así, afkomstig van ¿Dónde Están Los Ladrones? vertaalde. Voor het album Laundry Service vertaalde Gloria Shakira's Suerte in Whenever, Wherever.

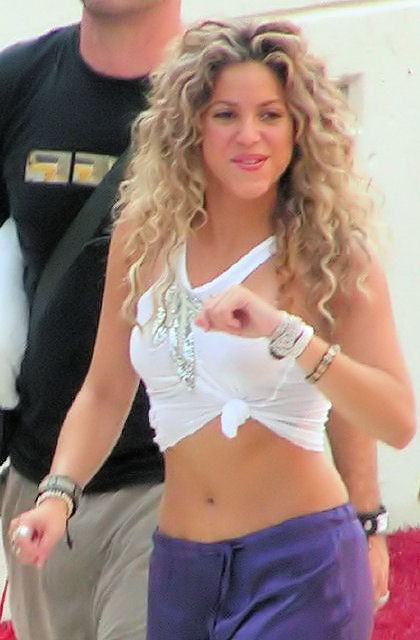
Shakira op de Wal-Mart 2005 Shareholders meeting.

In juni 2005 bracht Shakira een geheel Spaanstalig album op de wereldmarkt, Fijación Oral, Vol. 1. Zij is een van de weinige Spaanstalige artiesten die hiermee succes hebben. De single La Tortura, waarop ze samenwerkte met de Spaanse zanger Alejandro Sanz, werd een wereldhit. De single La Tortura stond 25 weken op nummer 1 in de Spaanse hitlijsten en heeft daarmee een record gebroken.
Op dit Spaanstalig album volgde op 29 november 2005 het Engelstalige Oral Fixation, Vol. 2, met daarop onder andere de hit Don't Bother. Twee van de nummers van Fijación Oral verschenen in een Engelse versie op Oral Fixation.
Voorafgaand aan de finale van het Wereldkampioenschap voetbal 2006 op 9 juli 2006, bracht Shakira Hips Don't Lie (Bamboo Version) ten gehore - een samenwerking met ex-Fugees-lid Wyclef Jean. In 2006 werd dit nummer een grote hit; er zijn meer dan 3,3 miljoen exemplaren van verkocht. Er verscheen een nieuwe versie van Oral Fixation waaraan Hips Don't Lie is toegevoegd. Hips Don't Lie draagt de titel van best verkopende single sinds het jaar 2000. Oral fixation won in dat jaar de Latin Grammy voor beste album, bovendien kreeg ze dat jaar die prijs ook voor beste nummer voor La tortura, dat ze in samenwerking met Alejandro Sanz maakte.
Begin 2007 kwam Shakira samen met Beyoncé met een single: Beautiful Liar. In april bereikte dit de nummer 1-positie in Nederland. Daarmee is het de eerste nummer 1-hit van Beyoncé, en de vierde van Shakira in Nederland.
Shakira heeft een stijl ontwikkeld die Latijns-Amerikaanse stijlen, zoals tango en salsa, combineert met rock, pop en andere stromingen, waaronder Arabische muziek. Buikdansen is een kenmerkend onderdeel voor Shakira's optreden. Op het album Fijación Oral (2005) laat Shakira een jaren 80-geluid horen en is ook de invloed van reggaeton en dancehall merkbaar. Ook liet ze zich inspireren door bossanova en Frank Sinatra.
In juni 2009 komt de nieuwe single She Wolf uit, in het Spaans 'Loba' genoemd. Het gaat over iets dat zich schuilhoudt in Shakira dat zich wil laten zien zoals ze zich van binnen voelt. Hierop volgen nog de singles Did It Again, dat tevens als remix met rapper Kid Cudi verscheen, en Lo Hecho Esta Hecho, de Spaanstalige versie van Did It Again. Shakira nam de videoclip voor Gypsy (Spaans: Gitana) op samen met Spaanse toptennisser Rafael Nadal in Barcelona. Vele fans doet deze video denken aan Whenever, Wherever, de single waarmee Shakira in 2002 wereldwijd doorbrak.
Het album She Wolf kwam in Nederland op 9 oktober 2009 uit. In Amerika kwam het pas op 23 november datzelfde jaar uit, omdat het Amerikaanse album 16 nummers bevat in plaats van 13. Er zijn nog twee geremixte singles toegevoegd en een duet met Lil Wayne en Timbaland, Give It Up To Me. Hiervan verschijnt eind 2009 een video. Er zal nog een Spaanstalig album uitkomen, dat geen vertaling zal zijn van het album She Wolf, maar een compleet nieuw album. Hiervan zijn al twee demo’s uitgelekt op YouTube. Het gaat om No Joke en een onbekende, rockachtig, Spaanse single.
Shakira begon in 2010 aan een wereldtour.
Eveneens in 2010 zong Shakira het nummer Waka Waka (This Time for Africa) voor het Wereldkampioenschap voetbal 2010 samen met de Afrikaanse band Freshly Ground. Het nummer werd het bestverkochte WK-lied ooit en was, op twee na, de meest bekeken videoclip op YouTube. De volgende single werd een samenwerking met Dizzee Rascal, genaamd Loca. Vervolgens kwam Sale El Sol uit als single. In de clip is Shakira in een doolhof te zien, op zoek naar de zon terwijl het sneeuwt. Vervolgens kwam Rabiosa uit als single. Dit werd een samenwerking met de Amerikaanse rapper Pitbull. Tijdens deze clip droeg Shakira een korte, zwarte pruik en was ze aan het paaldansen.
In 2011 kreeg Shakira een ster op de Hollywood Walk of Fame.
In 2014 kwam haar album Shakira. uit. Op het album staat o.a. het nummer Dare (La La La), als tweede officiële nummer van het WK voetbal in Brazilië. 
In 2016 bracht ze twee nummers uit: La bicicleta en Chantaje, die op haar album El Dorado staan.
In 2018 begon ze een wereldtournee onder de naam El Dorado World Tour. Twee jaar later trad ze samen op met Jennifer Lopez tijdens de Super Bowl. Het optreden werd bekeken door 103 miljoen kijkers.

## Muzikale samenwerking
Gabriel Estefan hielp Shakira om haar grote Spaanstalige hit Suerte te vertalen naar het Engels. Daar kwam Whenever, Wherever uit. Dit werd wereldwijd een monsterhit die in tientallen landen weken op de toppositie stond. 
Op 28 november 2002 kwam er een album uit dat Shakira samen met Céline Dion, Cher, Dixie Chicks, Anastacia en Stevie Nicks had opgenomen. In de Nederlandse Album Top 100 is dit album geen groot succes. De hoogste positie die dit album weet te bereiken is 93, daar blijft het 2 weken opstaan.
In 2005 komt het best verkochte Spaanstalige album ooit uit, Fijación Oral vol 1. Hiervoor werd samengewerkt met onder anderen Alejandro Sanz en met Gustavo Cerati.
In 2005 komt het album Oral Fixation vol 2 uit, dat een vervolg is op Fijación Oral Vol 1. Hiervoor werd samengewerkt met onder anderen Carlos Santana (Illegal), Wyclef Jean (Hips Don't Lie), met Gustavo Cerati (The Day And The Time) en met Alejandro Sanz (La Tortura).
Begin 2007 wordt Shakira door Beyoncé gevraagd mee te werken aan Beyoncés tweede cd B'Day. Ze zingen samen op de single Beautiful Liar. Dit nummer stond 3 weken lang op nummer 1 in de Nederlandse Top 40. Deze single verschijnt ook in het Spaans, bello embustero.
Eind 2007 werkt ze met een onbekende artiest aan de single Sing. Hierna werkt ze mee aan Wyclef Jeans album Carnival II in de song King And Queen. Hiervan verschijnt geen video. Ten slotte werkt ze ook nog mee aan de single Te Lo Argradezco Pero No. Hiervan verschijnt later dat jaar een video. Het wordt een grote hit in Zuid-Amerika, Spanje, Italië en Portugal. In mei 2009 lekte een duet met Timbaland en Wyclef Jean uit. De single heet The Border. Dit nummer was bedoeld voor Wyclef Jeans album Carnival II maar is vervangen door King And Queen.
In 2008 werkt Shakira mee aan een single met Mercedes Sosa, La Maza.
In 2009 werkt Wyclef Jean mee aan Shakira's nieuwe album. Ze nemen samen de single Spy op. In Amerika staan er drie duetten meer op de cd. Hierop doet Kid Cudi mee op Shakira’s Did It Again. Ook Lil Wayne en Timbaland werken mee aan een single, Give It Up To Me. Calvin Harris werkt mee aan de remix van She Wolf.
In 2010 maakte Shakira samen met de Zuid-Afrikaanse band Freshlyground het officiële WK-lied. Het nummer heet Waka Waka (This Time for Africa) (in het Spaans Waka, Waka (Esto Es Africa). Shakira is de enige artiest die twee keer achter elkaar heeft mogen optreden bij een WK.
In 2011 werkte ze samen met Pitbull voor het nummer Rabiosa en in 2012 volgde Get It Started. 
Shakira bracht in mei 2016 samen met landgenoot Carlos Vives het nummer La Bicicleta uit. Later dat jaar bracht ze samen met Maluma Chantaje uit.
In 2023 bracht Shakira met rapper Bizarrap het nummer BZRP Music Sessions #53 uit. Dit nummer gaat over haar ex, de Spaanse voetballer Gerard Piqué.

## Filantropie
Met haar stichting Pies Descalzos komt Shakira op voor straatkinderen in Colombia. Tevens is Shakira goodwill-ambassadeur voor Unicef en activist voor ALAS (America Latina en Accion Solidaira). In diverse landen die drastisch getroffen werden door bijvoorbeeld natuurrampen tracht Shakira hulp te bieden, zoals met een schenking van vele miljoenen euro's voor de wederopbouw na natuurrampen in Peru en Nicaragua.

## Shakira in Nederland
In 2003 speelde Shakira voor een uitverkocht Ahoy'. Van dit concert kwam een cd/dvd uit, Life & Off The Record.
Op 3 februari 2007 (een dag na haar 30e verjaardag) zou Shakira als onderdeel van haar Oral Fixation Tour het uitverkochte Arnhemse GelreDome aandoen. Slechts enkele uren voor het concert werd echter bekendgemaakt dat zij een keelontsteking en koorts had en dus niet kon optreden. Op 17 maart gaf Shakira alsnog haar concert en bood ze haar excuses aan voor het uitstel.
Op 1 december 2010 gaf ze opnieuw een concert in Ahoy Rotterdam.
Op 9 juni 2018 gaf ze een concert in de Ziggo Dome als onderdeel van de El Dorado World Tour.

## Privé
In 2000 ontmoette ze Antonio de la Rúa, de zoon van de toenmalige Argentijnse president Fernando de la Rúa. Deze omstreden verhouding werd breed uitgemeten in de Zuid-Amerikaanse media. "Ik ben niet het soort vrouw dat elke dag de kleren van haar man wast. Ik hoop dat dit niet klinkt als een feministische voortrekster die dit soort dingen roept. Ik probeer alleen maar eerlijk te zijn over de dingen die ik schrijf." In augustus 2010 ging het koppel uiteen. 
Shakira had van 2011 tot 2022 een relatie met de precies tien jaar jongere Spaanse voetballer Gerard Piqué. Het stel kreeg in 2013 en in 2015
een zoon.

## Discografie

### Albums
| Album met eventuele hitnotering(en) in de Nederlandse Album Top 100 | Datum van verschijnen | Datum van binnenkomst | Hoogste positie | Aantal weken | Opmerkingen                                                   |
| ------------------------------------------------------------------- | --------------------- | --------------------- | --------------- | ------------ | ------------------------------------------------------------- |
| Laundry Service / Servicio de lavanderia                            | 13-01-2001            | 09-02-2002            | 1(1wk)          | 84           |                                                               |
| Dónde Están los Ladrones                                            | 29-09-1998            | 20-04-2002            | 78              | 9            |                                                               |
| MTV Unplugged                                                       | 02-2000               | 20-07-2002            | 81              | 1            |                                                               |
| Divas Las Vegas                                                     | 28-11-2002            | 04-01-2003            | 93              | 2            | met Céline Dion, Cher, Dixie Chicks, Anastacia & Stevie Nicks |
| Fijación Oral, Vol. 1                                               | 03-06-2005            | 11-06-2005            | 7               | 41           |                                                               |
| Oral Fixation, Vol. 2                                               | 29-11-2005            | 03-12-2005            | 2               | 36           |                                                               |
| She Wolf                                                            | 09-10-2009            | 17-10-2009            | 5               | 9            |                                                               |
| The Sun Comes Out                                                   | 15-10-2010            | 23-10-2010            | 10              | 21           |                                                               |
| Live from Paris                                                     | 02-12-2011            | 10-12-2011            | 85              | 5            | Livealbum                                                     |
| Shakira.                                                            | 2014                  | 29-03-2014            | 15              | 7            |                                                               |
| El Dorado                                                           | 2017                  | 03-06-2017            | 20              | 6            |                                                               |

| Album met hitnotering(en) in de Vlaamse Ultratop 200 albums | Datum van verschijnen | Datum van binnenkomst | Hoogste positie | Aantal weken | Opmerkingen                                                   |
| ----------------------------------------------------------- | --------------------- | --------------------- | --------------- | ------------ | ------------------------------------------------------------- |
| Laundry service / Servicio de lavanderia                    | 2002                  | 09-02-2002            | 1(1wk)          | 67           |                                                               |
| Divas Las Vegas                                             | 2002                  | 30-11-2002            | 50              | 1            | met Céline Dion, Cher, Dixie Chicks, Anastacia & Stevie Nicks |
| Live & Off the Record                                       | 2004                  | 10-04-2004            | 76              | 8            |                                                               |
| Fijación oral, vol.1                                        | 2005                  | 18-06-2005            | 15              | 21           |                                                               |
| Oral fixation, vol.2                                        | 2005                  | 03-12-2005            | 8               | 51           |                                                               |
| Oral fixation volumes 1 & 2                                 | 2006                  | 23-12-2006            | 47              | 12           |                                                               |
| She Wolf                                                    | 2009                  | 17-10-2009            | 12              | 17           |                                                               |
| Sale el sol                                                 | 2010                  | 23-10-2010            | 8               | 55           | Goud                                                          |
| Live from Paris                                             | 2011                  | 17-12-2011            | 49              | 21           | Livealbum                                                     |
| Shakira                                                     | 2014                  | 29-03-2014            | 11              | 26           |                                                               |
| El Dorado                                                   | 2017                  | 03-06-2017            | 14              | 36           |                                                               |

### Singles
| Single met eventuele hitnotering(en) in de Nederlandse Top 40 | Datum van verschijnen | Datum van binnenkomst | Hoogste positie | Aantal weken | Opmerkingen                                                                   |
| ------------------------------------------------------------- | --------------------- | --------------------- | --------------- | ------------ | ----------------------------------------------------------------------------- |
| Whenever, Wherever                                            | 27-08-2001            | 09-02-2002            | 1(9wk)          | 19           | Nr. 1 in de Single Top 100 / Alarmschijf                                      |
| Underneath Your Clothes                                       | 18-03-2002            | 08-06-2002            | 1(4wk)          | 15           | Nr. 2 in de Single Top 100 / Alarmschijf                                      |
| Objection (Tango)                                             | 06-07-2002            | 09-11-2002            | 4               | 15           | Nr. 5 in de Single Top 100 / Alarmschijf                                      |
| The One                                                       | 12-06-2002            | 29-03-2003            | 26              | 5            | Nr. 31 in de Single Top 100                                                   |
| Ojos así                                                      | 23-07-1999            | 09-08-2003            | 27              | 4            | Nr. 25 in de Single Top 100                                                   |
| Estoy aquí                                                    | 29-08-1995            | 15-05-2004            | tip28           | -            |                                                                               |
| La Tortura                                                    | 30-05-2005            | 28-05-2005            | 3               | 23           | met Alejandro Sanz / Nr. 2 in de Single Top 100                               |
| Don't Bother                                                  | 04-10-2005            | 05-11-2005            | 4               | 24           | Nr. 15 in de Single Top 100 / Alarmschijf                                     |
| Hips Don't Lie                                                | 28-02-2006            | 15-04-2006            | 1(2wk)          | 24           | met Wyclef Jean / Nr. 1 in de Single Top 100 / Alarmschijf                    |
| Illegal                                                       | 14-11-2006            | 04-11-2006            | 8               | 15           | met Carlos Santana / Nr. 7 in de Single Top 100 / Alarmschijf                 |
| Pure Intuition                                                | 13-05-2007            | 10-02-2007            | 8               | 12           | Nr. 6 in de Single Top 100 / Alarmschijf                                      |
| Beautiful Liar                                                | 12-02-2007            | 31-03-2007            | 1(3wk)          | 19           | met Beyoncé / Nr. 1 in de Single Top 100 / Alarmschijf                        |
| She Wolf                                                      | 10-07-2009            | 15-08-2009            | 22              | 7            | Nr. 13 in de Single Top 100                                                   |
| Did it again                                                  | 16-10-2009            | 28-11-2009            | tip8            | -            |                                                                               |
| Gypsy                                                         | 01-03-2010            | 13-03-2010            | tip3            | -            |                                                                               |
| Waka Waka (This Time for Africa)                              | 07-05-2010            | 29-05-2010            | 6               | 16           | met Freshly Ground / Themanummer WK voetbal 2010 / Nr. 2 in de Single Top 100 |
| Loca                                                          | 10-09-2010            | 18-09-2010            | tip23           | -            | met Dizzee Rascal / Nr. 55 in de Single Top 100                               |
| Rabiosa                                                       | 08-04-2011            | 04-06-2011            | tip8            | -            | met Pitbull / Nr. 46 in de Single Top 100                                     |
| Get It Started                                                | 25-06-2012            | 21-07-2012            | tip11           | -            | met Pitbull                                                                   |
| Can't Remember to Forget You                                  | 13-01-2014            | 01-02-2014            | 15              | 9            | met Rihanna / Nr. 26 in de Single Top 100 / Alarmschijf                       |
| Dare (La La La)                                               | 2014                  | 07-06-2014            | tip8            | -            | Nr. 61 in de Single Top 100                                                   |
| Chantaje                                                      | 28-10-2016            | 21-01-2017            | 25              | 7            | met Maluma / Nr. 18 in de Single Top 100                                      |
| Me gusta                                                      | 2020                  | 18-01-2020            | tip16           | -            | met Anuel AA                                                                  |
| Girl like Me                                                  | 2020                  | 06-03-2021            | 33              | 3            | met The Black Eyed Peas                                                       |
| Don't wait up                                                 | 2021                  | 17-07-2021            | tip25*          |              |                                                                               |
| Don't you worry                                               | 2022                  | 08-07-2022            | 23              | 14           | The Black Eyed Peas & David Guetta / Alarmschijf                              |

| Single met hitnotering(en) in de Vlaamse Ultratop 50 | Datum van verschijnen | Datum van binnenkomst | Hoogste positie | Aantal weken | Opmerkingen                                                                             |
| ---------------------------------------------------- | --------------------- | --------------------- | --------------- | ------------ | --------------------------------------------------------------------------------------- |
| Whenever, Wherever                                   | 2002                  | 09-02-2002            | 1(7wk)          | 23           | Nr. 1 in de Radio 2 Top 30                                                              |
| Underneath Your Clothes                              | 2002                  | 15-06-2002            | 1(6wk)          | 20           | Nr. 1 in de Radio 2 Top 30                                                              |
| Objection (Tango)                                    | 2002                  | 16-11-2002            | 9               | 16           | Nr. 5 in de Radio 2 Top 30                                                              |
| The One                                              | 2003                  | 12-04-2003            | 21              | 10           | Nr. 14 in de Radio 2 Top 30                                                             |
| Ojos así                                             | 2003                  | 05-07-2003            | 29              | 7            | Nr. 22 in de Radio 2 Top 30                                                             |
| La Tortura                                           | 2005                  | 04-06-2005            | 8               | 22           | met Alejandro Sanz / Nr. 5 in de Radio 2 Top 30                                         |
| Don't Bother                                         | 2005                  | 19-11-2005            | 28              | 15           |                                                                                         |
| Hips Don't Lie                                       | 2006                  | 22-04-2006            | 1(2wk)          | 30           | met Wyclef Jean / Nr. 1 in de Radio 2 Top 30 / Platina                                  |
| Illegal                                              | 2006                  | 18-11-2006            | 22              | 15           | met Carlos Santana / Nr. 12 in de Radio 2 Top 30                                        |
| Beautiful Liar                                       | 2007                  | 21-04-2007            | 2               | 20           | met Beyoncé / Nr. 3 in de Radio 2 Top 30                                                |
| She Wolf                                             | 2009                  | 15-08-2009            | 16              | 15           | Nr. 1 in de Radio 2 Top 30                                                              |
| Did It Again                                         | 2009                  | 28-11-2009            | tip3            | -            |                                                                                         |
| Gypsy                                                | 2010                  | 06-03-2010            | tip4            | -            | Nr. 5 in de Radio 2 Top 30                                                              |
| Waka Waka (This Time for Africa)                     | 2010                  | 22-05-2010            | 1(5wk)          | 37           | met Freshly Ground / Themanummer WK voetbal 2010 / Nr. 1 in de Radio 2 Top 30 / Platina |
| Loca                                                 | 2010                  | 25-09-2010            | 3               | 20           | met Dizzee Rascal / Nr. 3 in de Radio 2 Top 30                                          |
| Rabiosa                                              | 2011                  | 18-06-2011            | 5               | 16           | met Pitbull / Nr. 2 in de Radio 2 Top 30                                                |
| Je l'aime à mourir                                   | 14-11-2011            | 24-12-2011            | 9               | 12           | Nr. 3 in de Radio 2 Top 30                                                              |
| Addicted to You                                      | 30-04-2012            | 09-06-2012            | 27              | 12           | Nr. 8 in de Radio 2 Top 30                                                              |
| Get It Started                                       | 2012                  | 14-07-2012            | tip5            | -            | met Pitbull                                                                             |
| Can't Remember to Forget You                         | 2014                  | 25-01-2014            | 9               | 14           | met Rihanna                                                                             |
| Empire                                               | 2014                  | 26-04-2014            | tip29           | -            |                                                                                         |
| Dare (La La La)                                      | 2014                  | 07-06-2014            | 9               | 14           |                                                                                         |
| Try Everything                                       | 2016                  | 13-02-2016            | tip             | -            |                                                                                         |
| La bicicleta                                         | 2016                  | 25-06-2016            | tip             | -            | met Carlos Vives                                                                        |
| Chantaje                                             | 28-10-2016            | 28-01-2017            | 11              | 15           | met Maluma                                                                              |
| Deja vu                                              | 2017                  | 29-04-2017            | tip             | -            | met Prince Royce                                                                        |
| Me enamoré!                                          | 2017                  | 12-08-2017            | 28              | 6            |                                                                                         |
| Clandestino                                          | 2018                  | 16-06-2018            | tip16           | -            | met Maluma                                                                              |
| Me gusta                                             | 2020                  | 25-01-2020            | tip             | -            | met Anuel AA                                                                            |
| Girl like Me                                         | 2020                  | 26-12-2020            | tip31           | -            | met The Black Eyed Peas                                                                 |
| Don't you worry                                      | 2022                  | 07-08-2022            | 37              | 5*           | met The Black Eyed Peas & David Guetta                                                  |

### NPO Radio 2 Top 2000
| Nummers met noteringen in de NPO Radio 2 Top 2000    | '06 | '07  | '08  | '09  | '10  | '11  | '12  | '13  | '14-'21 | '22  |
| ---------------------------------------------------- | --- | ---- | ---- | ---- | ---- | ---- | ---- | ---- | ------- | ---- |
| Hips Don't Lie (met Wyclef Jean)                     | -   | 1275 | -    | 1968 | 1357 | 1783 | -    | 1917 | -       | -    |
| Underneath Your Clothes                              | -   | 1775 | -    | 1860 | 1832 | -    | -    | -    | -       | -    |
| Waka Waka (This Time for Africa) (met Freshlyground) | ×   | ×    | ×    | ×    | -    | -    | -    | -    | -       | 1762 |
| Whenever, Wherever                                   | 726 | 1563 | 1709 | 1984 | 1502 | 1843 | 1881 | -    | -       | -    |

1. ↑  Een '-' betekent dat het nummer niet was genoteerd, een '×' betekent dat het nummer nog niet was uitgebracht en een vetgedrukt getal geeft de hoogste notering van een nummer aan.
2. ↑  2006 was het eerste jaar met een notering voor Shakira.
3. ↑  Deze tabel is bijgewerkt tot en met de laatste editie (2024).

### Dvd's
| Dvd's met hitnoteringen in de Nederlandse Music Top 30 | Datum van verschijnen | Datum van binnenkomst | Hoogste positie | Aantal weken | Opmerkingen |
| ------------------------------------------------------ | --------------------- | --------------------- | --------------- | ------------ | ----------- |
| MTV Unplugged                                          | 2002                  | 16-11-2002            | 20              | 5            |             |
| Live & Off the Record                                  | 2004                  | 03-04-2004            | 2               | 14           |             |
| Oral Fixation Tour                                     | 2007                  | 24-11-2007            | 1(1wk)          | 43           |             |
| Live from Paris                                        | 2011                  | 10-12-2011            | 3               | 41           |             |

| Dvd's met hitnoteringen in de Vlaamse Ultratop muziek-dvd top 10/20 | Datum van verschijnen | Datum van binnenkomst | Hoogste positie | Aantal weken | Opmerkingen |
| ------------------------------------------------------------------- | --------------------- | --------------------- | --------------- | ------------ | ----------- |
| Live & Off the Record                                               | 2004                  | 10-04-2004            | 4               | 10           |             |
| Oral Fixation Tour                                                  | 2007                  | 24-11-2007            | 4               | 3            |             |

## Videografie
- Magia - 1991
- Sueños - 1991
- ¿Esta Noche Voy Contigo? - 1991
- Tu Serás La Historia De Mi Vida - 1993
- ¿Dónde estás Corazón? [Colombiaanse Versie] - 1996
- Bailando - 1996
- Estoy Aquí - 1996
- Un Poco De Amor - 1996
- Dónde Estás Corazón - 1996
- Pies Descalzos, Sueños Blancos - 1996
- Se Quiere, Se Mata  - 1996
- Estoy Aquí (Europese versie) - 1996
- Ciega, Sordomuda - 1998
- Tu - 1998
- Inevitable - 1999
- Ojos Así  - 1999
- Eyes Like Yours - 1999
- No Creo - 2000
- Suerte - 2001
- Whenever, Wherever - 2001
- Te Dejo Madrid -2002
- Underneath Your Clothes  - 2002
- Te Aviso, Te Anuncio - 2002
- Objection - 2002
- Que Me Quedes Tú 2002
- The One - 2002
- La Tortura (ft. Alejandro Sanz) - 2005
- No (ft. Gustavo Cerati) - 2005
- Don't Bother - 2005
- Dia De Enero - 2006
- Hips Don't Lie (ft. Wyclef Jean) - 2006
- Illegal (ft. Carlos Santana) - 2006
- Te Lo Argradezco pero No (ft. Alejandro Sanz) - 2007
- Beautiful Liar (ft. Beyoncé) - 2007
- Pure Intuition - 2007
- Hay Amores - 2008
- La Loba - 2009
- She Wolf - 2009*
- Give It Up To Me (ft. Lil Wayne) - 2009
- Did It Again - 2009
- Lo Hecho Está Hecho - 2009
- Did It Again (ft. Kid Cudi) - 2009
- Gypsy - 2010
- Gitana - 2010
- Waka, Waka (This Time For Africa) - 2010
- Waka, Waka (Ésto Es África) - 2010
- Loca (ft. Dizzee Rascal) - 2010
- Loca (ft. El Cata) - 2010*
- Sale el sol - 2011
- Rabiosa (ft. Pitbull) - 2011
- Addicted to you - 2012
- Get it started (ft. Pitbull) - 2012
- Can't Remember to Forget You  (ft. Rihanna) - 2014
- Nunca Me Acuerdo de Olvidarte - 2014
- Empire - 2014
- La La La (Brasil 2014) (ft. Carlinhos Brown) - 2014
- La Bicicleta (ft. Carlos Vives) - 2016

## Filmografie
- 1996 Pies Descalzos Tour: Live-registratie van Shakira's eerste wereldtour.
- 2003 Live & off the record: Live-registratie van Shakira's tweede wereldtour, opgenomen in de Nederlandse Ahoy.
- 2005 Driven Shakira: Documentaire.
- 2006 Diary of Shakira: Documentaire.
- 2007 Oral Fixation Tour: Live-registratie van Shakira’s derde wereldtour, opgenomen in Miami.
- 2010/2011 Live Worldtour: Live-registratie.
- 2016 Zootopia: animatiefilm van Walt Disney Animation Studios, originele versie als Gazelle (stem).
- 2022 Zootopia+: animatieserie van Walt Disney Animation Studios op Disney+, originele versie als Gazelle (stem).

In 2007 weigerde Shakira een rol in de romantische film Love in the Time of Cholera omdat ze naakt moest verschijnen, maar leverde wel drie nummers op de soundtrack: La Despedida, Pienso en Ti en Hay Amores. Shakira speelde ook een rol in het vierde seizoen van Ugly Betty. In 2010 had ze een cameo in Wizards of Waverly Place, waar ze Gypsy zong.

## Trivia
- Haar Europese doorbraak in 2002 zorgde voor een grote toename van de voornaam Shakira in Nederland. In 2001 werden daar negen meisjes met de naam Shakira geboren, maar in 2002 waren dat er 83: een stijging van 822%. Na 2002 nam de populariteit van de naam weer af.[7]
- Shakira speelde zichzelf in één aflevering van Disney Channels Wizards of Waverly Place: Dude looks like Shakira.
- Shakira spreekt naast Engels en Spaans ook Portugees en een klein beetje Italiaans.[8]

## Records en prestaties
- Zuid-Amerikaanse artiest met de meest verkochte albums.[9]
- Tot op heden (2019) dertien Latin Grammy Awards.[10]
- Meeste Latin Grammy’s (4) gewonnen in een nacht, een record dat ze deelt met Natalia Lafourcade.[11][12]
- Meest gespeelde single in een week met Hips Don't Lie.[13]
- Eerste artiest die in dezelfde week zowel in de Top 40 Mainstream als in de Latin Chart op de nummer 1-positie stond (met Hips don't Lie).[14]
- Tot en met 2014 de meeste weken op de nummer 1-positie in de Billboard's Hot Latin Tracks met La Tortura (25 weken).[15]
- De op drie na best verdienende artiest in 2008, alleen Madonna, Barbra Streisand en Céline Dion stonden voor haar.[16]
- Enige artiest die op drie achtereenvolgende wereldkampioenschappen voetbal (2006, 2010 en 2014) heeft mogen optreden.
- In augustus 2022 was Shakira de op zes na meest bekeken artiest op YouTube ooit.[17]